# Schloss Kapfenburg

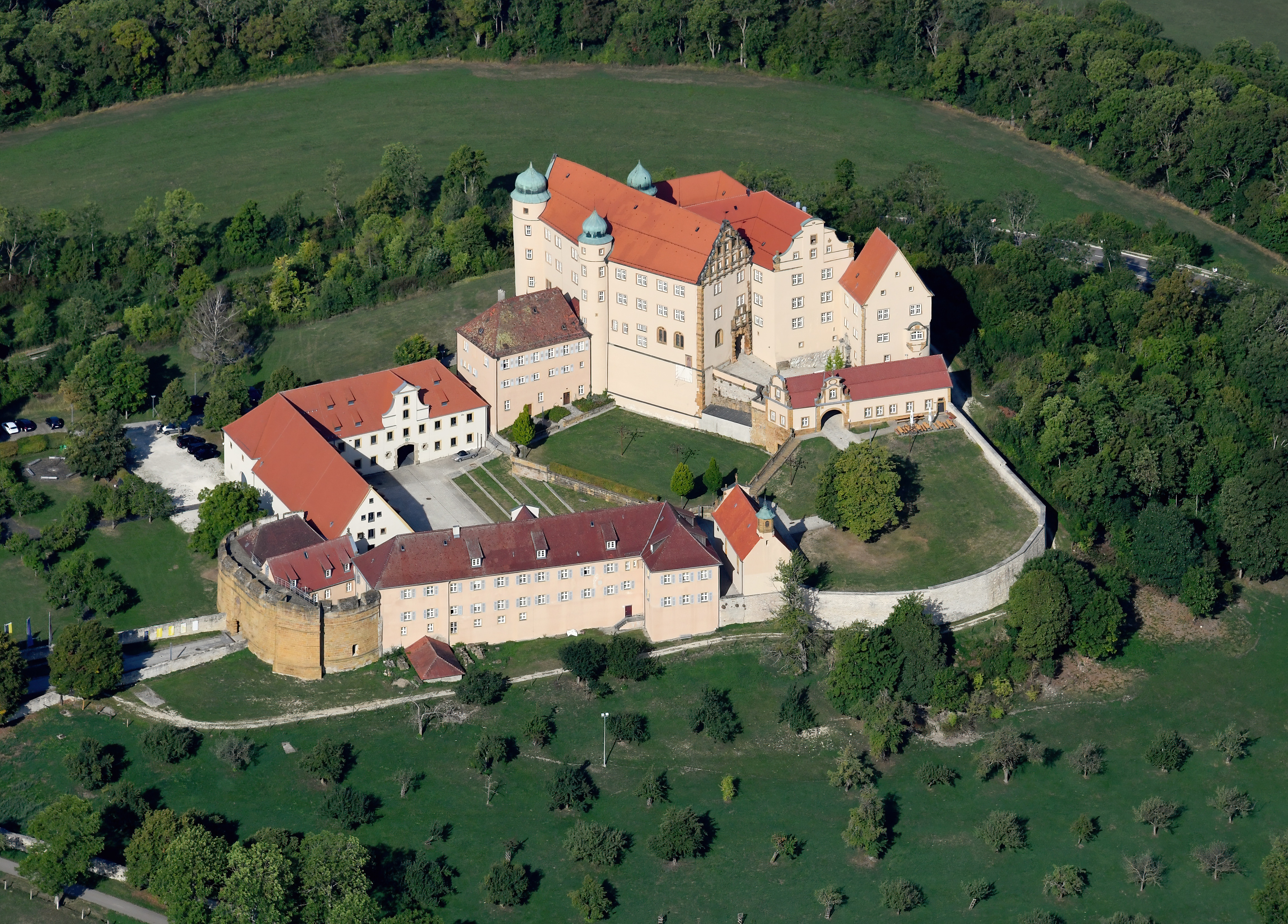
Schloss Kapfenburg aus der Vogelperspektive

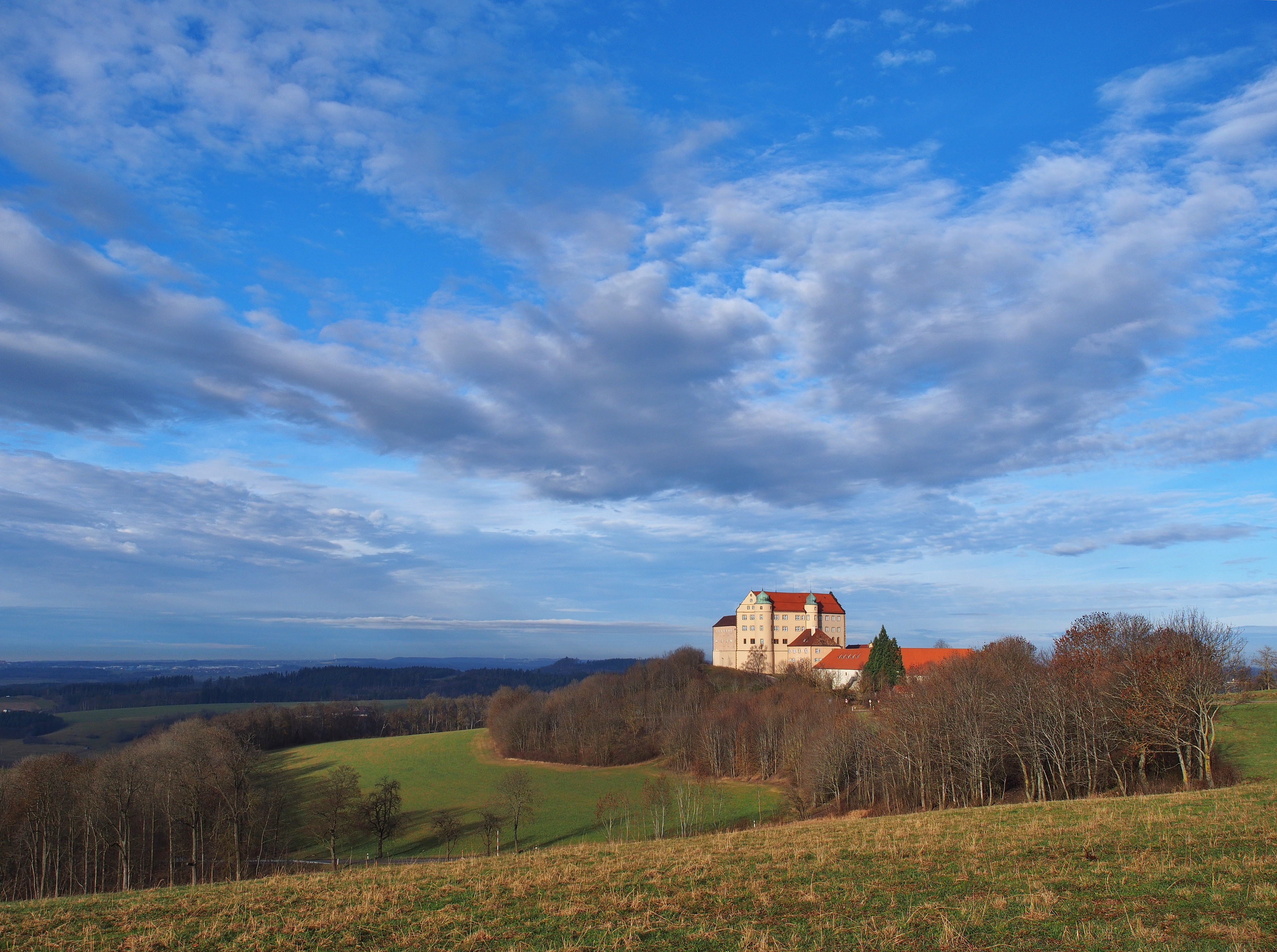
Schloss Kapfenburg mit Umgebung von Süden

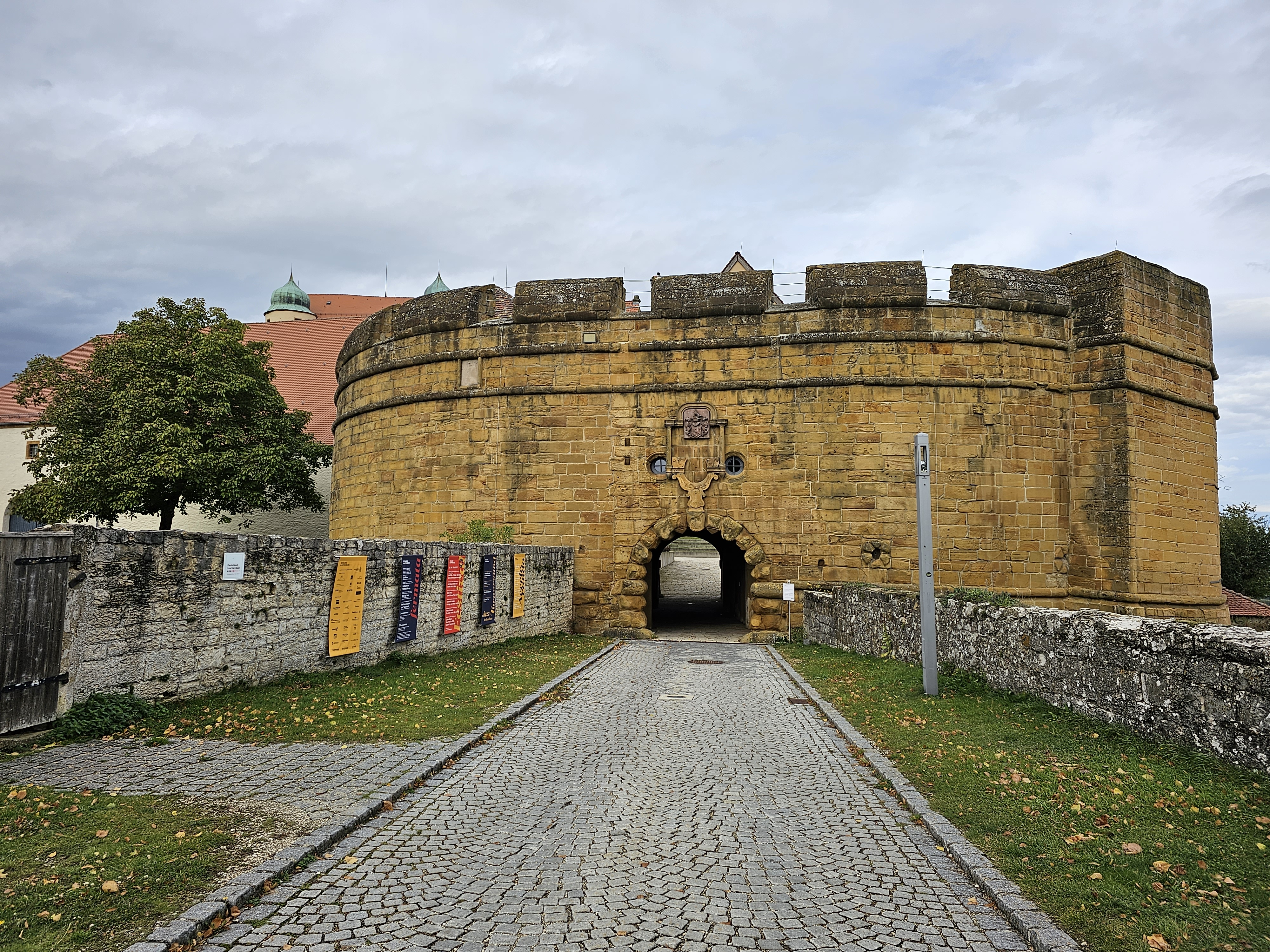
Rondell erbaut 1534 mit dem im 20. Jahrhundert angebrachten Wappen des Johann Eustach von Westernach

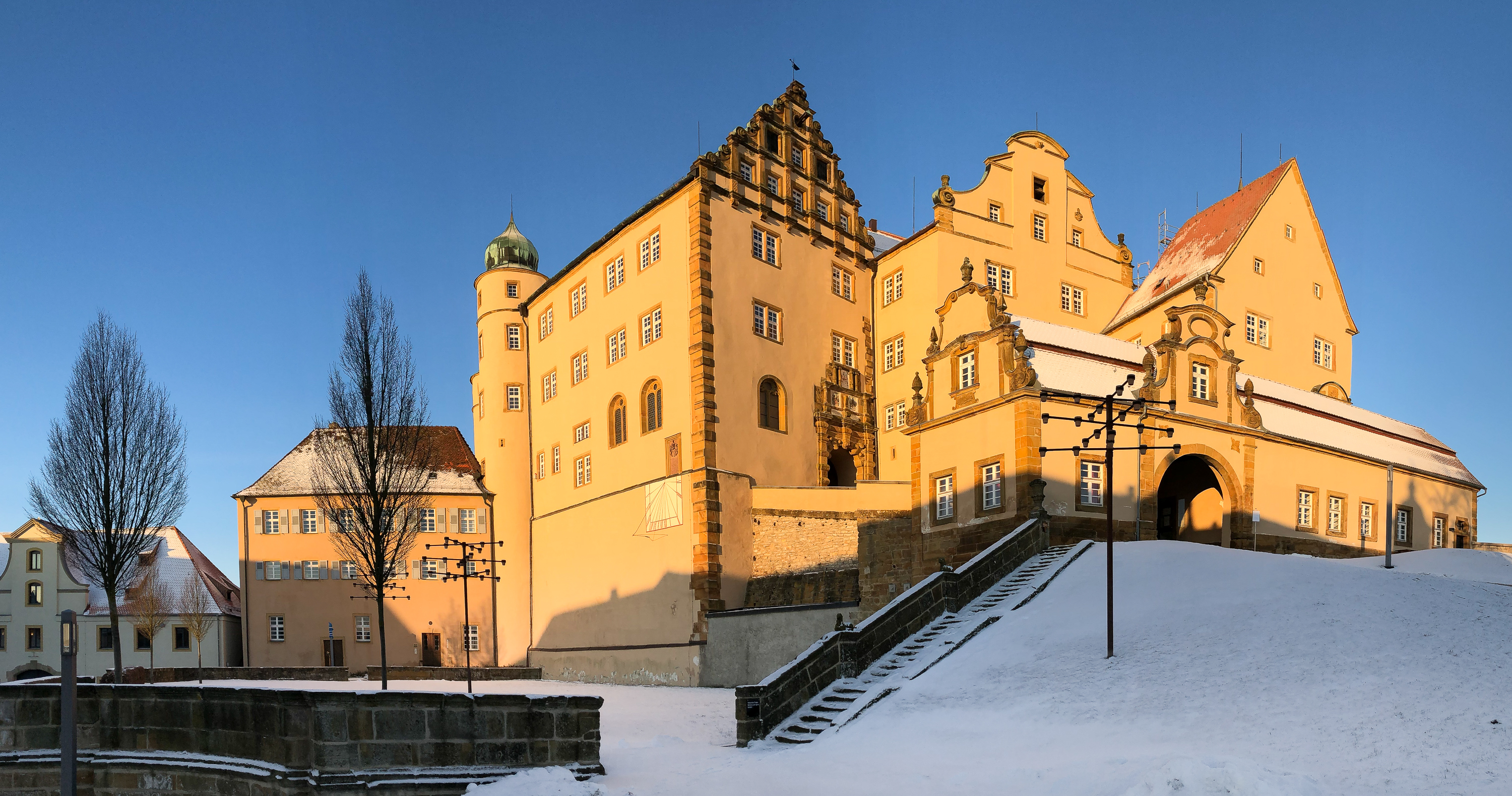
Westernachbau

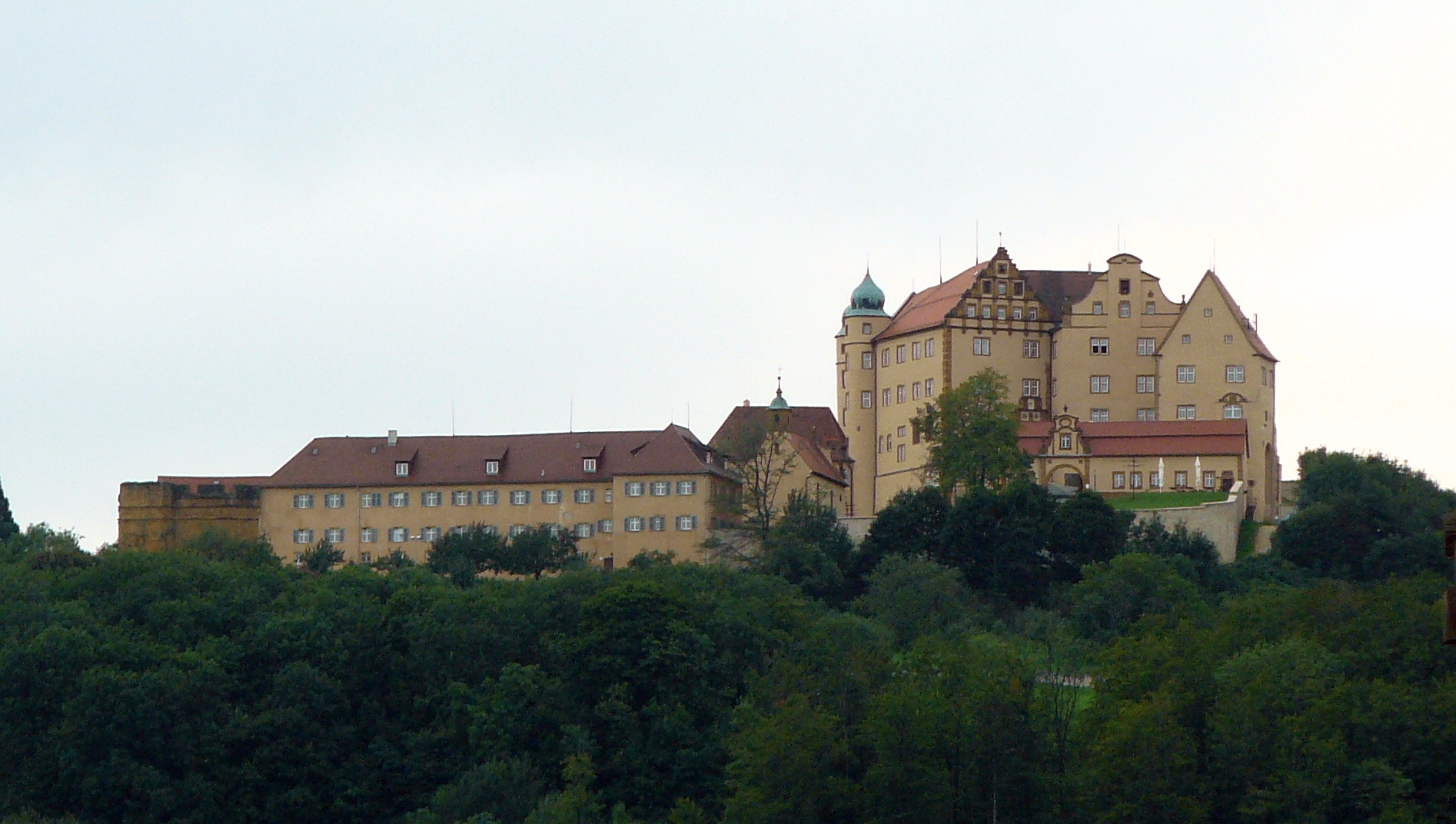
Blick von Lauchheim

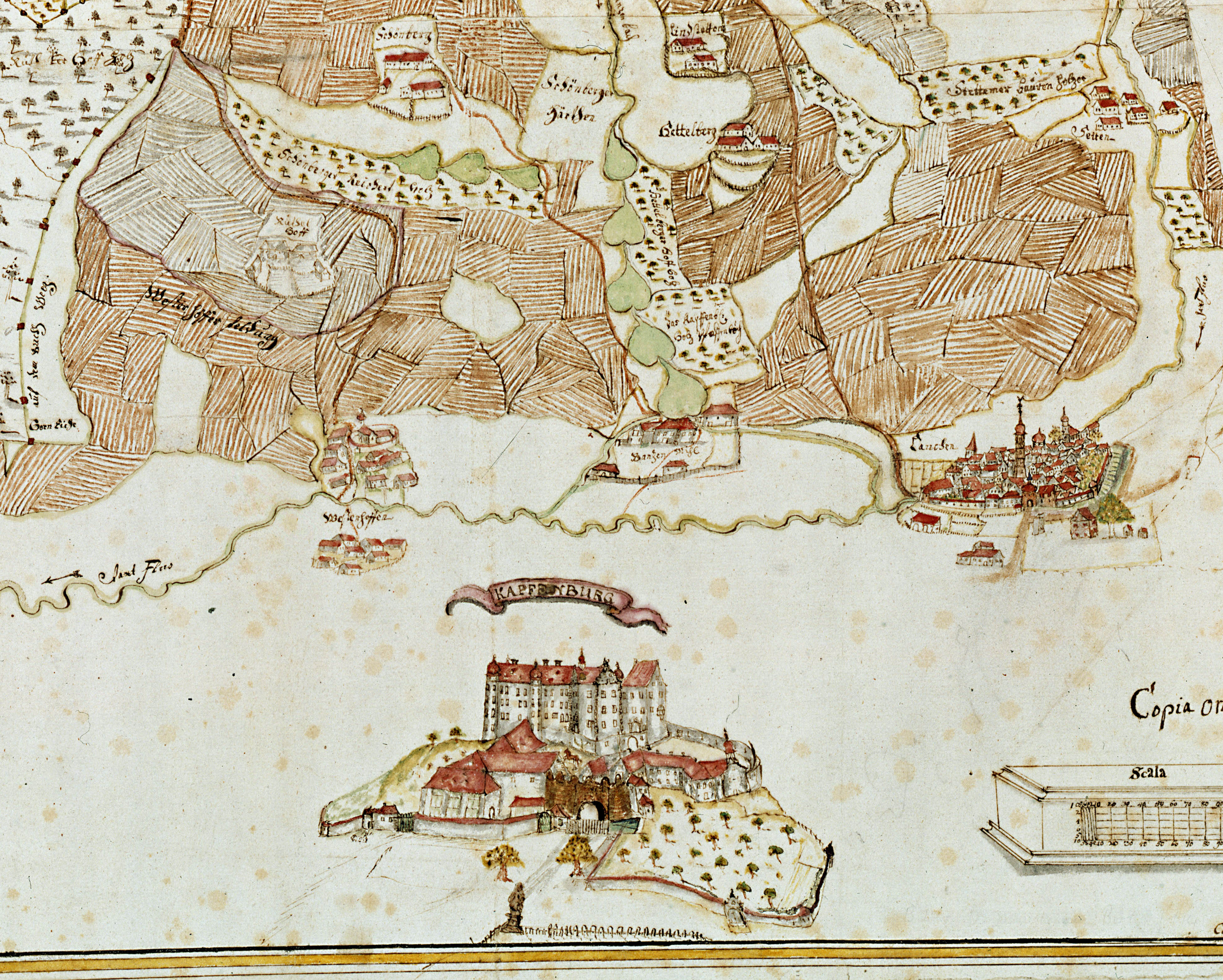
Blick über die herausgehobene Kapfenburg nach Norden auf einem Stich von 1740. Rechts über ihr die Stadt Lauchheim, links über ihr Westhausen-Westerhofen, dazwischen läuft die obere Jagst als Stufenrandfluss vor dem östlichen Albtrauf

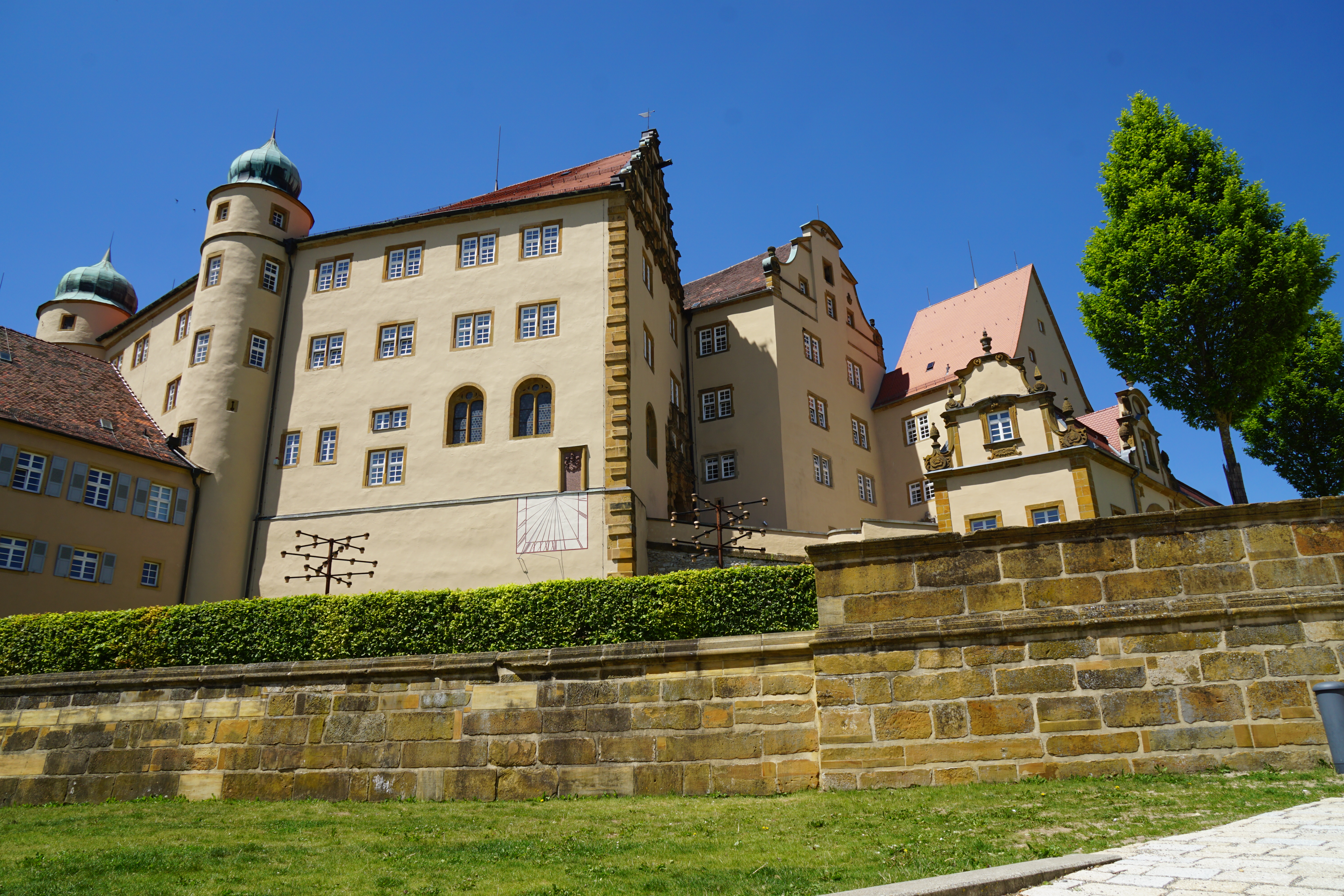
Westernachbau

Schloss Kapfenburg ist ein ehemaliges Schloss des Deutschen Ordens im Ostalbkreis in Baden-Württemberg. Es befindet sich auf dem Felsen einer aus dem Albtrauf frei vortretenden Bergkuppe am Nordrand des Härtsfeldes oberhalb von Lauchheim. Das Schloss besteht aus mehreren Gebäudekomplexen.

## Geschichte

### Im Besitz des Deutschen Ordens
Die Geschichte des Deutschen Ordens begann 1190 während des Dritten Kreuzzuges mit der Gründung einer Hospitalgemeinschaft vor der Hafenstadt Akkon in Palästina. Bereits 1198 wurde die Hospitalbruderschaft in einen geistlichen Ritterorden umgewandelt.
1311 wurde die zum Besitz der Grafen von Öttingen gehörende Kapfenburg erstmals urkundlich erwähnt. 1364 erwarb Marquardt der Zoller von Rottenstein, Komtur des Deutschordenshauses Mergentheim, die Kapfenburg. Sie wurde als zur Ballei Franken gehörende Kommende Verwaltungsmittelpunkt für die auf dem Härtsfeld und im oberen Tal der Jagst liegende Besitzung des Ordens. Den Haupteingang des Schlosses bildet die 1534 erbaute Bastion. Unter Komtur Johann Graf von Hohenlohe entstand 1538 der Hohenlohebau. Unter Komtur Johann Eustach von Westernach (1590–1627) entfaltete sich auf der Kapfenburg eine rege Bautätigkeit. Auf gewaltigen Substruktionen entstand der Haupttrakt des Schlosses, der Westernachbau, mit dem die Kapfenburg vom mittelalterlichen Wehrbau zum repräsentativen Herrschaftsschloss ausgebaut wurde. Die östliche Eingangsfront ist als reiche Schaufassade ausgestaltet. Weitere prächtige Portale führen in die Schlosskapelle und den Rittersaal mit Stuckdekor von Gerhard Schmidt. An den Wänden hängen Porträts verschiedener Hochmeister und Komture, die zusammen mit großen Wappentafeln zum letzten erhaltenen Inventar des Schlosses gehören.
Im Bauernkrieg 1525 wurde die Burg dreimal von aufständischen Bauern angegriffen, konnte sich aber behaupten.
1534/35 wurde die Torbastei der Kapfenburg errichtet. Diese ist ein herausragendes Beispiel für die Architektur einer Frühfestung. Sie sorgte dafür, dass das Tor nicht ins Kreuzfeuer genommen werden konnte. Rondelle dieser Art sollten wohl die besondere Wehrhaftigkeit der Anlage beweisen. Der Torturm des Mittelalters wurde in dieser Zeit in vielen Fällendurch das Rondell ersetzt. In der Nähe der Kapfenburg auf dem Schloss ob Ellwangen findet sich ein ähnliches Rondell aus dieser Zeit.
Unter den Komturen der Kapfenburg war Johann Eustach von Westernach am bekanntesten, der 1625 zum Hoch- und Deutschmeister ernannt wurde.
Im Dreißigjährigen Krieg (1618–1648) wurde das Schloss geplündert. Erst unter der Regierung des für Bauangelegenheiten aufgeschlossenen Komturs Karl Heinrich Freiherr von Hornstein (1713–1718) begann in der Ballei Franken eine Phase verstärkter baulicher Aktivität. Als Komtur auf der Kapfenburg zog Hornstein ab 1714 Franz Keller, den Baumeister des Deutschen Ordens, heran, um große Teile der alten Burganlage umgestalten zu lassen. Neben Keller konnte Hornstein auch Franz Joseph Roth verpflichten.
Zwischen 1715 und 1719 erhielt die Kapfenburg ihr heutiges Aussehen.
Um den hinter der Bastion gelegenen Vorhof errichtete Keller verschiedene Ökonomiegebäude und die Lorenzkapelle, die Roth stuckierte. Die Lorenzkapelle war ursprünglich als Grabkapelle für Hornstein bestimmt. Die beiden Wohngeschosse des Westernachbaus ließ Keller in helle und große Räume umbauen, die dem Bauherrn ein zeitgemäßes Repräsentieren und Wohnen ermöglichten. Unterhalb des Westernachbaus entstand auch ein kleiner Terrassengarten.
In den Räumlichkeiten der Musikakademie (nicht öffentlich zugänglich) finden sich in der ehemaligen Kapelle Epitaphien von Deutschordensrittern.

### Liste der Komture auf Kapfenburg
1. Marquart Zoller v. Rotenstein 1364
2. Johann v. Kötz 1384
3. Walther v. Kaltenthal 1384
4. Hans v. Venningen 1396–1428
5. Simon v. Leonrod 1441
6. Albrecht v. Venningen 1454
7. Hans v. Finsterloe 1467
8. Christian Truchseß v. Höfingen 1481
9. Georg Diemer 1484
10. Haimeran v. Stockheim 1499
11. Hans Nothhaft 1506
12. Wilhelm v. Neuhausen 1513
13. Graf Johann v. Hohenlohe 1538
14. Alexius Diemer 1541
15. Graf Balthas v. Nassau. 1538
16. Philipp v. Altdorf gen. Wollenschlag
17. David v. Wasen 1569
18. David v. Hardt 1579
19. Johann Eustach v. Westernach 1590
20. Georg Wilhelm v. Elkershausen gen. Küpel 1628
21. Graf Ulrich v. Wolkenstein 1635
22. Johann Conrad v. Liechtenstein 1639
23. Gustav Adolf v. Traundorf 1656
24. Johann Adolf Loesch von Hilkerthausen 1657
25. Philipp v. Grafeneck 1659
26. Johann Friedrich v. Weingarten 1669
27. Tiborius Christianus v. Sparr auf Greiffenberg 1676
28. Johann Adolf Rau v. Holzhausen 1685
29. Philipp Adolf v. Hohenegg 1691
30. Maxim. Rudolf v. Westernach 1703
31. Franz Konrad v. Reinach 1710 (als Hauskomtur)
32. Karl Heinrich von Hornstein 1714
33. Franz Konrad von Reinach 1718
34. Georg Daniel v. Buttlar 1725
35. Philipp Erwin Anton v. Großschlag 1730
36. Konrad Christoph von Lehrbach 1732
37. Reinhard Adrian v. Hochsteden 1753
38. Rudolf Heinrich Karl Alois v. Werdenstein 1767
39. Johann Baptist Christof v. Andlaw 1784

### Das Schloss als Teil Württembergs
Kurfürst Herzog Friedrich II. von Württemberg erließ 1805 ein Besitzergreifungspatent über Besitzungen des Deutschen Ordens in Württemberg und in den angrenzenden Gebieten, wogegen Bayern militärisch erfolgreich vorging; erst mit der Rheinbundakte von 1806 gingen die Kapfenburg und andere Kommenden an das Königreich Württemberg über. Bis 1807 residierte Friedrichs Sohn Paul auf Schloss Kapfenburg. 1809 erfolgte in den Rheinbundstaaten die durch Napoleon erlassene Aufhebung des Deutschen Ordens, die Hochmeisterresidenz wurde nach Wien verlegt.
Von 1938 bis 1945 war Schloss Kapfenburg die Gauschule der Nationalsozialistischen Volkswohlfahrt (NSV), Gauamt Württemberg-Hohenzollern, und diente als ideologische Schulungsstätte für Angehörige der NSV. Gauhauptstellenleiter der NSV 1936–1945 und Leiter der Gauschule Schloss Kapfenburg war Ernst Benno Mutschler.
1957–1962 wurden der Rittersaal und die Schlosskapelle restauriert. Im Erdgeschoss des Westernachbaus richtete die Stadt Lauchheim 1986 ein Heimatmuseum ein.
Seit Oktober 1999 beherbergt es die Stiftung Internationale Musikschulakademie Kulturzentrum Schloss Kapfenburg und ist ein Ort für Probenaufenthalte von Musikern. Es finden zudem regelmäßig klassische Konzerte und ein großes Festival im Sommer statt. Mit ihrer Bildungsarbeit setzt sich die Stiftung für Musikergesundheit ein.